# ارکستر اقلیت‌ها
ارکستر اقلیت‌ها (انگلیسی: An Orchestra of Minorities) رمانیست که در سال ۲۰۱۹ منتشر شد و توسط چیگوزی اوبیوما نوشته شده است. این دومین رمان او پس از اولین اثر او، ماهیگیران است و رمانی پیچ و تاب دار مدرن از کیهان‌شناسی ادیسه و ایگبو است. راوی این رمان یک روح چی است.
این رمان به عنوان نامزد جایزه من بوکر ۲۰۱۹ انتخاب شد.